# Catolicato da Abecásia
O Catolicato da Abecásia (em georgiano:  აფხაზეთის საკათალიკოსო, transl. apkhazetis sak'atalik'oso, em grego:  Καθολικος Αμπχαζία) foi uma estrutura eclesiástica-canônica e administrativo-territorial que existiu como uma jurisdição ortodoxa autocéfala de fato no oeste da Geórgia de 1470 a 1814, estabelecida pelo Patriarcado de Antioquia no século VIII com base na diocese de Abásgia (grego: επαρχία της Αβασγίας) do Patriarcado de Constantinopla, que já existia desde o início do século IV.
Entre os séculos XIII e XV, foi uma Igreja autônoma subordinada ao Catolicato de Misqueta.
No século XIII, o Catolicato da Abecásia incluiu o território da Geórgia ocidental: sua fronteira norte passou ao longo da cordilheira do Cáucaso, a fronteira oeste natural foi o Mar Negro, no leste do território do Catolicato da Abecásia foi limitado pela cordilheira Likha (Suram), no sul e sudoeste - a cordilheira Mesqueti e o rio Choroqui. Era chefiado por um católico (mais tarde, patriarca-católico), oficialmente denominado de Patriarca-Católico de Imerícia, Odixi, Ponto - Abecásia - Gúria, Racha - Lechúmia - Suanécia, Ossétios, Duais e Todo o Norte. A residência do católico era em Bichuinta (agora Bichvinta) na Abecásia, mas foi transferida para o Mosteiro de Guelati em Imerícia no final do século XVI. Em 1814, o ofício de Católico da Abecásia foi abolido pelo Império Russo, que assumiria o controle da Igreja Georgiana até 1917.
Em 2009, a não canônica Igreja Ortodoxa da Abecásia foi estabelecida como uma continuação do Catolicato da Abecásia dissolvido em 1795, no entanto, até o momento, não foi reconhecida por outras Igrejas Ortodoxas.

## História

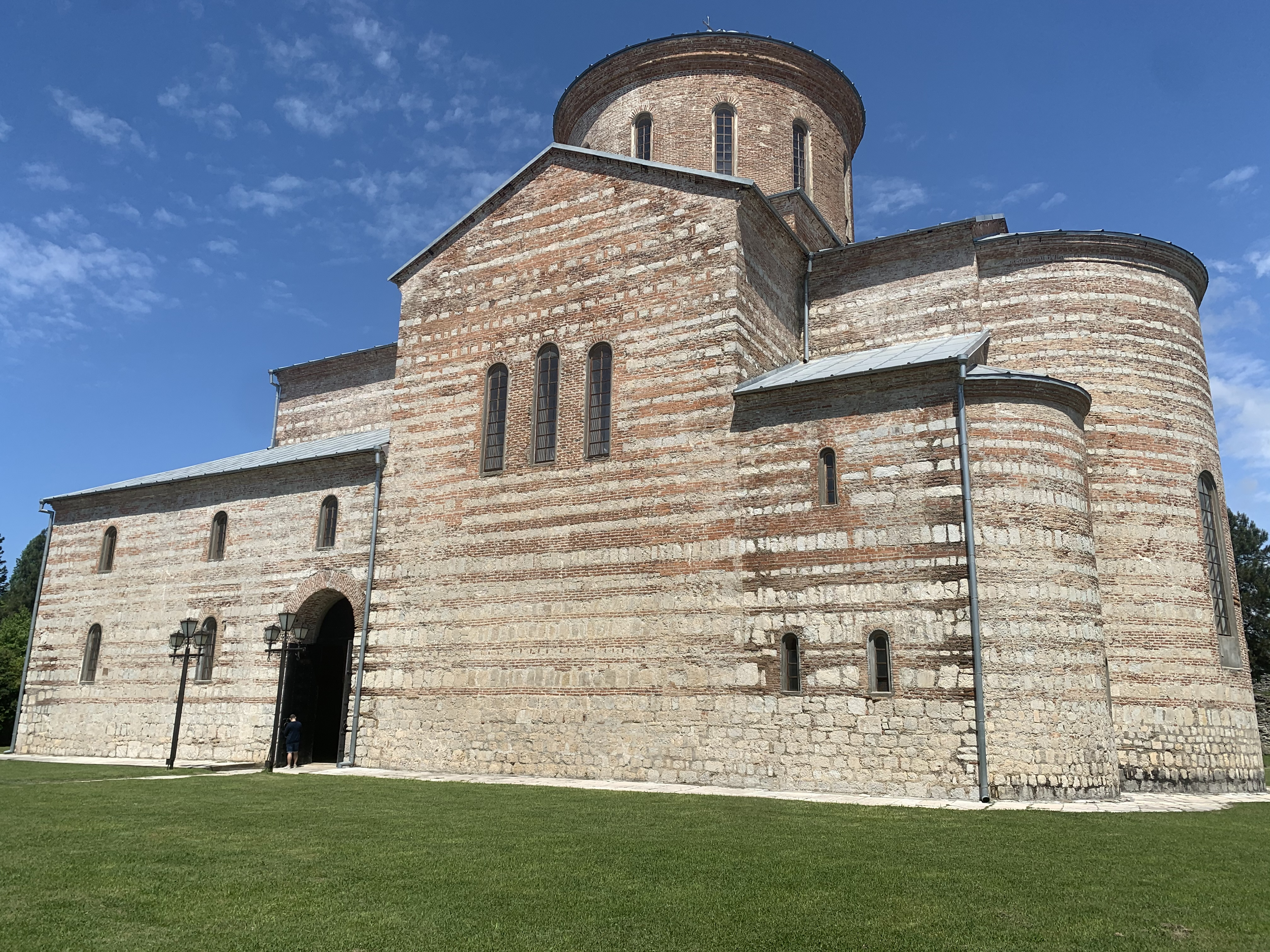
Catedral de Bichuinta (Pitsunda), primeira residência do católico da Abecásia

### Ortodoxia na Abecásia
A Abecásia está entre os primeiros países onde o Cristianismo foi difundido. No séc. I Santo André, Simão, o cananeu, e o apóstolo Mateus chegaram à Abecásia para pregar o Cristianismo. Foram mais de dois mil anos que o Cristianismo enfrentou muitos inimigos. Os seguidores do Cristianismo foram perseguidos nos dias do Império Romano, Império Otomano e União Soviética. No entanto, a única religião que sobreviveu no Cáucaso foi o Cristianismo. A primeira comunidade eclesiástica foi criada em Pitiunt no séc. IV (atual Pitsunda). As igrejas cristãs mais antigas estão localizadas em Pitsunda. No território da Abecásia existem templos que nunca interromperam o culto, mesmo nos momentos mais difíceis. Um desses templos está localizado na vila de Ilor. O culto foi servido mesmo durante o período soviético. O templo de Ilor é um dos templos mais populares visitados por turistas entre as igrejas atuais da Abecásia. Na aldeia de Likhny, há também um templo de Santa Maria. É o único templo na costa do Mar Negro do Cáucaso que conseguiu preservar sua aparência original. O telhado do templo era feito de telha. Lugares sagrados como a Catedral de Santo e Apóstolo André em Pitsunda, o templo de Santa Maria em Mokva e a catedral de São Panteleimon em Novo Athos, são exemplos da arquitetura cristã na Abecásia. Valiosas relíquias e monumentos foram mantidos em muitos templos. Há uma antiga tigela dourada datada de 990 no templo de Bedia. Está decorado com figuras do Salvador, de Santa Maria e dos Apóstolos. No século XIX, o mosteiro foi construído em Novo Athos. É famoso não só na Abecásia, mas também muito além das suas fronteiras. Cento e sessenta templos foram construídos na Abecásia.

### Estabelecimento do catolicato abecásio
A tendência para a soberania da Abecásia em relação a Bizâncio, na primeira metade do século VIII, que levou à formação do Reino da Abecásia, provocou um desejo de formalizar a independência também eclesiástica. Em meados do século VIII, as autoridades da Abecásia enviaram uma grande delegação eclesiástica para Antioquia, a fim de estabelecer na Abecásia seu próprio catolicato abecásio. Em um concílio da Igreja de Antioquia, presidido pelo patriarca Teofilato, foi decidido ordenar um deles, de nome João, como bispo e elevá-lo à dignidade de católico, enquanto o outro seria elevado à dignidade de bispo. Católico João e seus sucessores deveriam "comemorar o patriarca de Antioquia no serviço divino", ou seja, a independência, concedida à Igreja da Abecásia na primeira metade do século VIII consistia no direito de eleger e ordenar o seu católico por um concílio episcopal local. Após retornar à Abecásia, o católico João escolheu a cidade de Bichvinta como local para a sua cátedra episcopal.[carece de fontes?]
As mais antigas estruturas religiosas documentadas no território da Abecásia são as eparquias do Patriarcado de Constantinopla mencionadas nas listas de eparquias do século IX. Do sexto censo conhecido de eparquias, datado da virada dos séculos IX e X, as eparquias na Abecásia não são mais listadas, o que pode indicar sua separação em uma estrutura eclesiástica independente. Sua criação foi relacionada ao estabelecimento do Reino independente da Abecásia no século VIII.
Durante o reinado de Jorge II da Abecásia, a eparquia de Checondidi foi estabelecida independentemente de Constantinopla, o que prova não só o funcionamento da Igreja Ortodoxa na Abecásia com base na independência de fato, mas também sua considerável autoridade política, já que o bispo de Checondidi foi a segunda pessoa mais importante do Estado, depois do governante secular, e seu conselheiro mais importante. Durante o reinado do sucessor de Jorge II, Leão III, outra administração eclesiástica foi estabelecida, a eparquia de Mocui. A língua litúrgica da Igreja da Abecásia era o cartliano (georgiano oriental), que surgiu na região como resultado da migração de pessoas de Cártlia, fugindo de suas terras nativas da expansão árabe. No final do século IX, o cartliano havia suplantado a língua grega nos cultos de adoração, que havia sido utilizada durante a afiliação das administrações eclesiásticas locais ao Patriarcado de Constantinopla. Após o estabelecimento do Reino Unido da Geórgia governado pela dinastia bagrátida de Tao-Clarjécia, a Igreja independente na Abecásia foi incorporada à Igreja Ortodoxa Georgiana (Catolicato da Georgia, Patriarcado de Misqueta).
O momento da estabelecimento do ofício dos católicos da Abecásia (inicialmente o chefe da Igreja autocéfala de fato, então autônomo dentro do Patriarcado de Misqueta) continua a ser uma questão controversa. Alguns pesquisadores georgianos, com base no fato de que as eparquias da Abecásia não são mais mencionadas nos documentos do Patriarcado de Constantinopla, acreditam que este evento ocorreu na virada dos séculos IX e X, ou no século X. Entretanto, a primeira menção direta aos católicos da Abecásia vem apenas do século XI, e as informações pessoais sobre os católicos da Abecásia - do documento do rei David VI de 1290. Antes do final do século XIII, porém, fontes escritas mencionam principalmente os bispos de Chkondidi e Kutaisi, sem mencionar seus católicos superiores. Isto nos permitiria assumir que este título era mais uma cortesia do que uma verdadeira liderança eclesiástica. Foi somente em meados do século XIII que ocorreu uma verdadeira divisão na Igreja georgiana.
A desintegração final do Reino da Geórgia no século XV implicou a divisão das estruturas eclesiásticas. O catolicato da Abecásia, como uma estrutura completamente independente da Igreja georgiana, foi estabelecido devido à interferência do patriarca de Antioquia Miguel IV na organização interna da Igreja georgiana. Com o apoio do rei Bagrate VI de Imerícia, o patriarca, sem o consentimento do católico de Misqueta, nomeou o bispo Joaquim como católico da Abecásia. Tendo ganho a independência de fato, os católicos da Abecásia também começaram a usar a dignidade de patriarca. O catolicato da Abecásia incluiu o território do Reino de Imerícia, e depois os Estados que dele surgiram: principados de Suanécia, Gúria, Mingrélia e da Abecásia.
O catolicato da Abecásia foi dissolvido em 1814, depois que o reino da Imerícia e os outros principados da Geórgia Ocidental foram incorporados ao Império Russo na primeira metade do século XIX. Naquele momento, o catolicato de Misqueta também não existia mais, em seu lugar foi erguido o exarcado georgiano da Igreja Ortodoxa Russa. As terras do catolicato da Abecásia também passaram a fazer parte dele. Em 1917, quando o clero georgiano restabeleceu o patriarcado georgiano, o catolicato da Abecásia não foi restabelecido. Em vez disso, a Igreja Ortodoxa Abecásia não canônica, estabelecida em 2009, refere-se a sua tradição.